# David Loosli

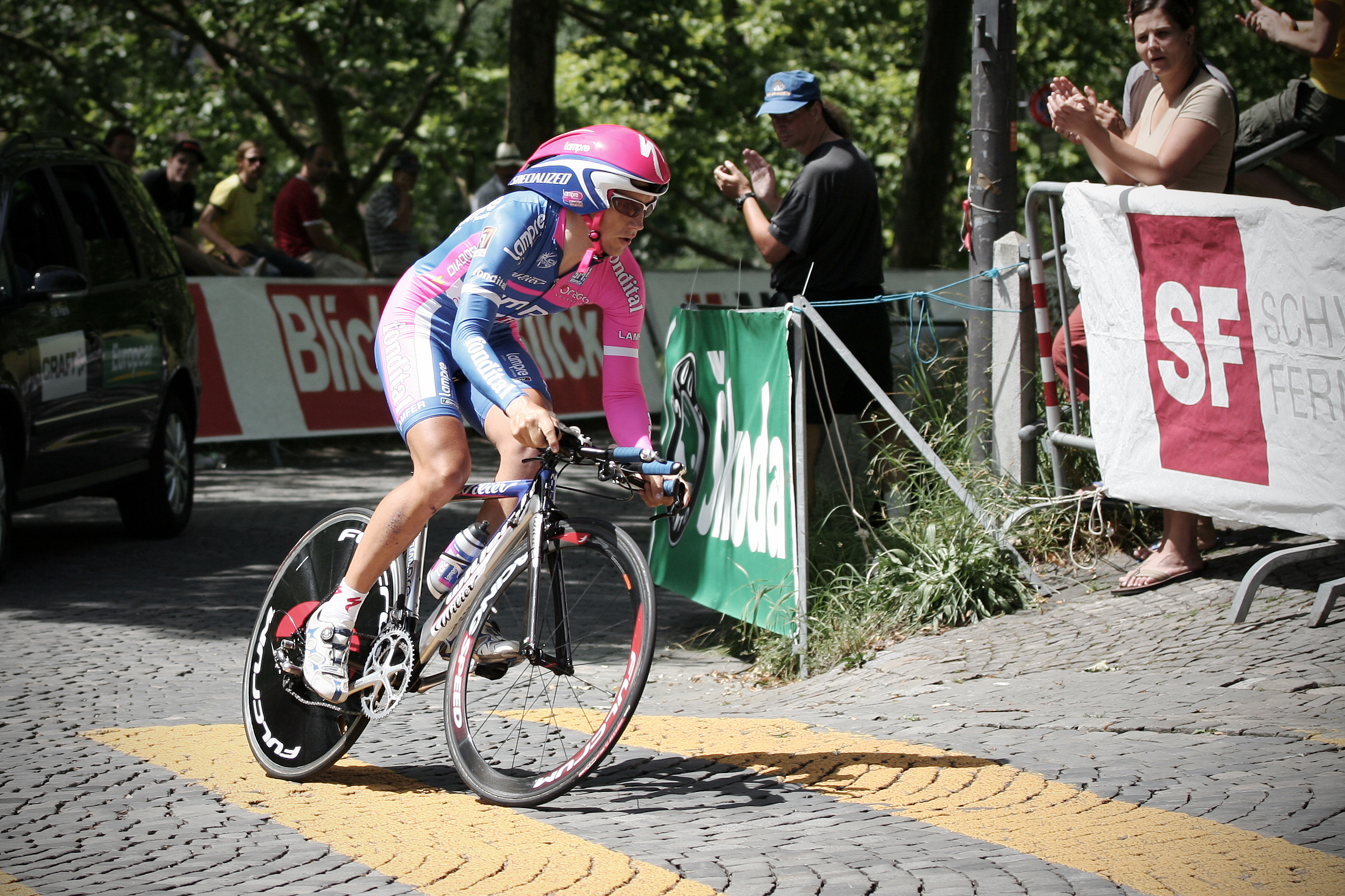
Lors du Tour de Suisse 2007

David Loosli, né le 8 mai 1980 à Berne, est un coureur cycliste suisse, professionnel entre 2004 et 2011. Il a commencé sa carrière en 2004 dans l'équipe italienne Saeco. Par la suite, il rejoint l'équipe Lampre de 2005 à 2011 date de son départ à la retraite.

## Biographie

### Carrière amateur
David Loosli obtient la troisième place du championnat de Suisse juniors sur route en 1998. Deux ans plus tard, il participe à la course élites et prend alors la 29e place. Cette même année, Loosli obtient plusieurs places d'honneur sur des courses suisses de catégorie espoir. Il est ainsi troisième du Tour de Berne espoir, quatrième du Tour des Six communes et huitième du Grand Prix du canton d'Argovie espoir. En 2001, il est notamment quatorzième du championnat de Suisse du contre-la-montre et il fait partie de la sélection suisse pour les championnats du monde espoirs. Il ne termine pas la course. L'année suivante par contre, Loosli termine l'épreuve sur la troisième marche du podium. Il obtient également une victoire d'étape sur le Tour de Thuringe et la quatrième place du Grand Prix Guillaume Tell. En 2003, il évolue dans l'équipe suisse Saeco-Romer's-Wetzikon avec laquelle il remporte le classement final de la Flèche du Sud ainsi qu'une étape. Il est également cinquième du Tour du lac Majeur et neuvième du championnat de Suisse sur route. À partir de septembre, il intègre alors l'équipe Saeco en tant que stagiaire avant d'en faire partie prenante dès janvier 2004.

### Carrière professionnelle (2004-2011)
Pour sa première année professionnelle en 2004, Loosli remporte en mai une étape de la Course de la Paix puis est quinzième du championnat de Suisse sur route avant de découvrir le Tour de France en juillet. Il change de maillot mais pas d'équipe en 2005, Saeco et Lampre fusionnant. Au cours de sa carrière chez Lampre, Loosli obtient la huitième place du Tour méditerranéen 2006, la troisième place du championnat de Suisse sur route 2007 avant d'être huitième du Championnat de Suisse sur route ainsi que du Tour de Pologne en 2008. En 2009, il prend la tête du classement du Tour de Turquie au terme de la quatrième étape. Il cède son maillot de leader deux jours plus tard en raison d'une chute qui lui fait perdre plus de 3 minutes et ne repart pas le lendemain. Il est également septième du Tour de Nuremberg que remporte son équipier Francesco Gavazzi. En 2011, dixième du Tour de Bavière, il annonce sa retraite sportive en cours d'année pour la fin de cette saison. 
Avec l'équipe de Suisse, il est 105e des championnats du monde sur route 2006. Il fait de nouveau partie de la sélection deux ans plus tard mais cette fois, il abandonne.

### L'après-carrière
Après l'annonce de sa retraite, Loosli reste dans le milieu sportif en intégrant la filiale suisse de la société de management sportif IMG et il occupe notamment un poste dans l'organisation du Tour de Suisse. En 2015, il intègre l'équipe de consultants de la SRF où il commente les courses cyclistes.

## Palmarès

### Palmarès amateur
- 1998
  - 3e du championnat de Suisse sur route juniors
- 2002
  - 6e étape du Tour de Thuringe
  - 2e du Tour du canton de Genève
  -  Médaillé d'argent du championnat du monde sur route espoirs
- 2003
  - Flèche du Sud :
    - Classement général
    - 3e étape

### Palmarès professionnel
- 2004
  - 8e étape de la Course de la Paix
- 2007
  - 3e du championnat de Suisse sur route
- 2008
  - 8e du Tour de Pologne

## Résultats sur les grands tours

### Tour de France
- 2004 : 105e
- 2005 : 99e
- 2009 : 53e
- 2011 : 59e

### Tour d'Italie
- 2008 : 63e
- 2010 : non-partant (17e étape)

### Tour d'Espagne
- 2006 : 63e
- 2007 : 85e

## Classements mondiaux
| Année                  | 2006 | 2007 | 2008 | 2009 | 2010 |
| ---------------------- | ---- | ---- | ---- | ---- | ---- |
| Classement ProTour     | 191e |      | 79e  |      |      |
| Calendrier mondial UCI |      |      |      |      | 242e |